# Yiddish Connection
Pour l’article homonyme, voir Yiddish Connection (film, 1986).
La Yiddish Connection regroupe, aux États-Unis, les organisations mafieuses composées de Juifs. Le crime organisé juif-américain est apparu au sein de la communauté juive américaine à la fin du XIXe siècle et au début du XXe siècle.

## Dénomination
Dans les médias et la culture populaire, elle a été diversement appelée Jewish Mob, Jewish Mafia, Kosher Mob, Kosher Mafia, Yiddish Connection et Kosher Nostra ou Undzer Shtik (Yiddish : אונדזער שטיק). Les deux derniers termes sont des références directes à la Cosa Nostra italienne ; le premier est un jeu de mots sur le mot kasher, qui fait référence aux lois alimentaires juives, tandis que le second est une calque de l'expression italienne « cosa nostra » (italien pour « notre chose ») en yiddish, qui était à l'époque la langue prédominante de la diaspora juive aux États-Unis.

## Historique

### Du XIXe siècle au début du XXe siècle
Une vague importante d'immigrants juifs venus d'Europe de l'Est à la fin du XIXe siècle et au début du XXe siècle a donné naissance à des gangsters juifs tels que Max « Kid Twist » Zwerbach, « Big » Jack Zelig et Vach « Cyclone Louie » Lewis, qui rivalisaient avec les gangs italiens et irlandais et étaient reconnus par eux.
Tout comme leurs homologues italiens, des gangs spécialisés dans l'extorsion ont commencé à opérer dans les quartiers à forte population juive du Lower East Side de New York, notamment le gang dit « Yiddish Black Hand », dirigé par Jacob Levinsky, Charles « Charlie the Cripple » Litoffsky et Joseph Toplinsky au début du XXe siècle. Au début du XXe siècle, il existait déjà à New York un important milieu criminel juif, où les gangsters juifs conversaient dans un jargon d'origine yiddish. Un proxénète était appelé « simcha », un détective « shamus » et un fainéant « trombenik ». Le crime organisé juif américain est né parmi « les enfants des bidonvilles qui, avant leur puberté, volaient dans les charrettes, qui, à l'adolescence, extorquaient de l'argent aux commerçants, qui, à l'âge adulte, pratiquaient le schlamming » (manier un tuyau en fer enveloppé dans du papier journal contre les grévistes ou les briseurs de grève) – jusqu'à ce qu'ils rejoignent, à l'âge adulte, des gangs bien organisés impliqués dans une grande variété d'activités criminelles favorisées par la prohibition. L'attrait de l'argent facile, du pouvoir et du romantisme du mode de vie criminel séduisait autant les immigrants juifs de deuxième génération que les immigrants italiens. Au début du XXe siècle, New York aurait connu une « vague de criminalité ». Selon certaines sources, un nombre inquiétant de jeunes Juifs auraient rejoint des « rackets » criminels, aux côtés d'enfants d'immigrants irlandais, italiens et autres. Cependant, la vague de criminalité supposée des immigrants juifs a peut-être été exagérée par la presse et les forces de l'ordre. En effet, les chiffres relatifs à la criminalité et à la population montrent que les Juifs de New York commettaient des crimes à un taux bien inférieur à la moyenne de la société dans son ensemble. Comme le décrit le sociologue Stephen Steinberg, moins d'un sixième des arrestations pour crime dans la ville concernaient des Juifs dans les années 1920, alors que ceux-ci représentaient près d'un tiers de la population de la ville. Au cours du XXe siècle, des gangsters juifs américains tels que « Dopey » Benny Fein et Joe « The Greaser » Rosenzweig se sont lancés dans le racket syndical, se mettant au service des entreprises et des syndicats en tant que hommes de main. Le racket syndical, ou « labor slugging » comme on l'appelait, allait devenir une source de conflits lorsqu'il tomba sous la domination de plusieurs racketteurs, dont les anciens membres du gang Five Points Nathan « Kid Dropper » Kaplan et Johnny Spanish, pendant les guerres des labor sluggers, jusqu'à son rachat final par Jacob « Gurrah » Shapiro en 1927.

### Au XXème siècle

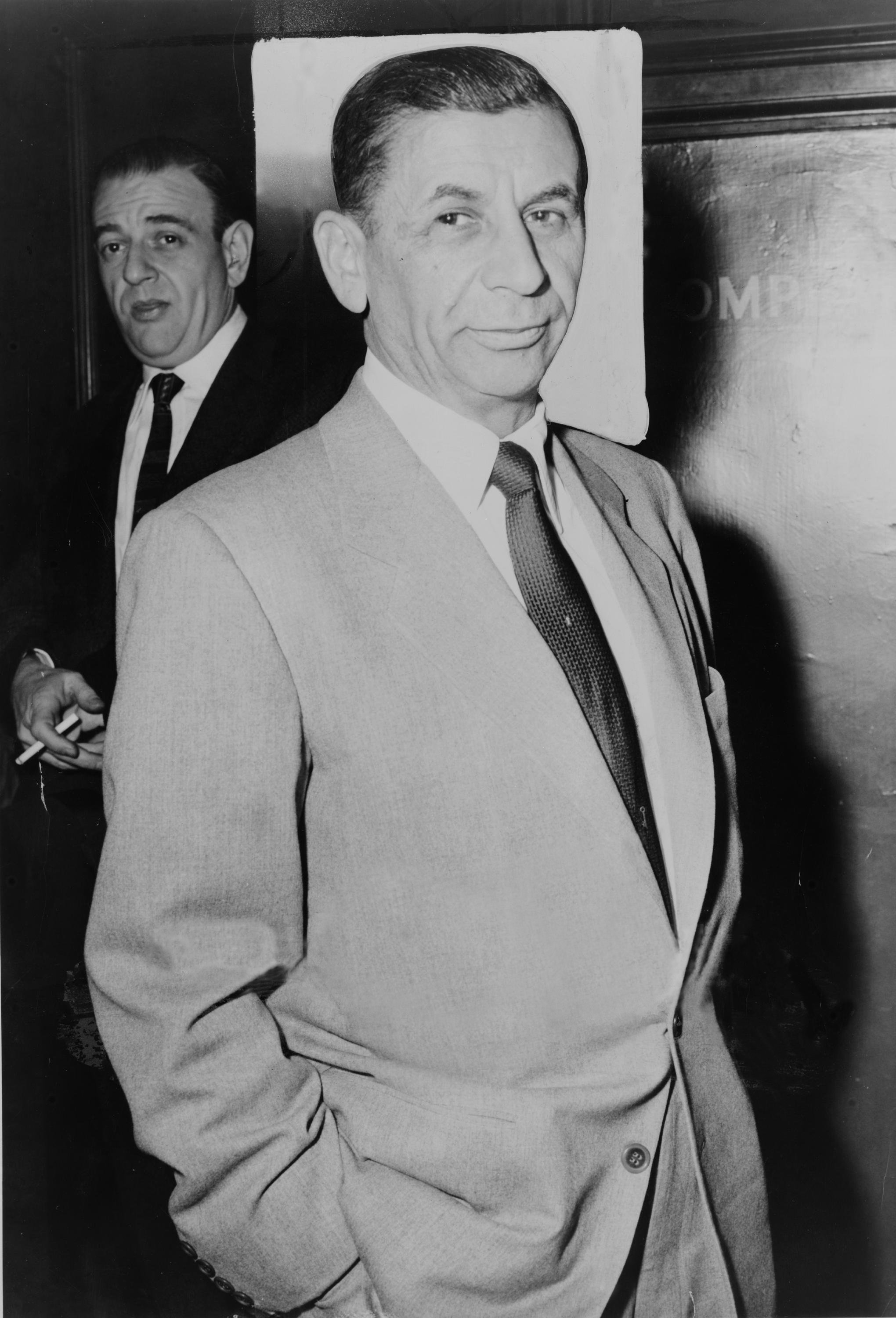
Meyer Lansky, le patron le plus connu de la mafia juive américaine.

À la fin du XIXe siècle et au début du XXe siècle, à New York, Monk Eastman (qui n'était probablement pas juif lui-même) dirigeait un puissant gang juif connu sous le nom de Eastman Gang, qui rivalisait avec les gangs italiens et irlandais, notamment le Five Points Gang de Paul Kelly, pour le contrôle de la pègre new-yorkaise. Un autre gang notoire, connu sous le nom de Lenox Avenue Gang, dirigé par Harry « Gyp the Blood » Horowitz, se composait essentiellement de membres juifs et de quelques membres italiens (tels que Francesco Cirofisi). C'était l'un des gangs les plus violents du début du XXe siècle et il est devenu célèbre pour le meurtre du joueur et gangster Herman Rosenthal.
Au début des années 1920, stimulées par les opportunités économiques des années folles, puis par la Prohibition, des figures juives du crime organisé telles qu'Arnold Rothstein contrôlaient un large éventail d'entreprises criminelles, dont le bootlegging, le prêt usuraire, les jeux d'argent et la fabrication de livres. Selon l'écrivain Leo Katcher, Rothstein « a transformé le crime organisé d'une activité de voyous en une grande entreprise, gérée comme une société, avec lui-même au sommet ». Rothstein aurait été responsable du truquage des World Series de 1919. À la même époque, le gang juif des trafiquants d'alcool, connu sous le nom de Purple Gang, dominait la pègre de Détroit pendant la Prohibition, tandis que les gangs juifs Bugs et Meyer opéraient dans le Lower East Side de Manhattan avant d'être absorbés par Murder, Inc. et de devenir des affiliés de la mafia italo-américaine.
Le gang en grande partie juif et italo-américain connu sous le nom de Murder, Inc. et les mafieux juifs tels que Meyer Lansky, Mickey Cohen, Harold « Hooky » Rothman, Dutch Schultz et Bugsy Siegel ont noué des liens étroits avec la mafia italo-américaine et ont acquis une grande influence en son sein ; ils ont fini par former un syndicat criminel peu organisé, en grande partie juif et italien, que la presse a baptisé le « Syndicat national du crime ». Les groupes criminels juifs et italiens sont devenus de plus en plus interconnectés dans les années 1920 et 1930, et leurs liens se sont poursuivis jusque dans les années 1960 et au-delà, en partie parce que les deux groupes occupaient souvent les mêmes quartiers et les mêmes statuts sociaux à l'époque. Les deux groupes criminels ethniques sont devenus particulièrement proches à New York après l'établissement d'une relation étroite entre les partenaires Lucky Luciano et Meyer Lansky et leur élimination ultérieure de nombreux types de « Pete la moustache » - des gangsters d'origine sicilienne qui refusaient souvent de travailler avec des non-Italiens et même des non-Siciliens. Les frontières entre les organisations criminelles juives et italiennes se sont souvent brouillées tout au long du XXe siècle. Pendant des décennies, les mafieux juifs américains ont continué à travailler en étroite collaboration avec le crime organisé italo-américain, et parfois à lui faire concurrence.

### Pendant la Prohibition
Selon l'auteur de romans policiers Leo Katcher, Rothstein « a transformé le crime organisé, qui était auparavant une activité violente menée par des voyous, en une grande entreprise, gérée comme une société, dont il était à la tête ». Selon Rich Cohen, Rothstein était la personne à voir pendant la prohibition (1920-1933) si l'on avait une idée pour une formidable opportunité commerciale, légale ou non. Rothstein « comprenait les vérités du capitalisme du début du XXe siècle (hypocrisie, exclusion, cupidité) et en est venu à les dominer ». Selon Cohen, Rothstein était le « Moïse des gangsters juifs », un fils de riche qui a montré aux jeunes voyous sans instruction du quartier de Bowery comment avoir du style. Lucky Luciano, qui allait devenir un chef important de la mafia italo-américaine et organiser les cinq familles de New York, a un jour déclaré qu'Arnold Rothstein « m'avait appris à m'habiller ». La tenue stéréotypée du gangster américain telle qu'elle est représentée dans les films trouve en partie ses origines directement chez Rothstein.
Pendant la prohibition, les gangsters juifs sont devenus des acteurs majeurs de la pègre américaine et ont joué un rôle de premier plan dans la distribution d'alcool illégal et la propagation du crime organisé à travers les États-Unis. À l'époque, les gangs juifs opéraient principalement dans les plus grandes villes américaines, notamment Cleveland, Détroit, Minneapolis, Newark, New York et Philadelphie. De nombreux gangs de contrebandiers, tels que le Bug and Meyer Mob dirigé par Meyer Lansky et Bugsy Siegel et le Purple Gang d'Abe Bernstein, ont contribué à l'essor du crime organisé juif américain jusqu'à son apogée. D'autres gangsters juifs, notamment Dutch Schultz de New York, Moe Dalitz du Michigan, Kid Cann de Minneapolis, Charles « King » Solomon de Boston et Abner « Longy » Zwillman (le « Al Capone du New Jersey ») s'enrichirent pendant la prohibition.
Pendant cette période, Luciano réussit à éliminer les anciens chefs mafieux siciliens tels que Joe Masseria et Salvatore Maranzano lors de la guerre de Castellammarese en 1931 et prit le contrôle de la mafia italienne de New York. Luciano ne faisait aucune discrimination à l'égard des Juifs et appréciait ses associés de longue date tels que Meyer Lansky et Benjamin « Bugsy » Siegel. Plusieurs gangsters juifs tels que Red Levine et Bo Weinberg furent utilisés pendant la guerre comme tueurs à gages non italiens, ce qui ne suscita aucun soupçon. Après l'assassinat de Masseria et Maranzano, une conférence fut organisée à l'hôtel Franconia de New York le 11 novembre 1931, à laquelle participèrent des gangsters juifs tels que Jacob Shapiro, Louis « Lepke » Buchalter, Joseph « Doc » Stacher, Hyman « Curly » Holtz, Louis « Shadows » Kravitz, Harry Tietlebaum, Philip « Little Farvel » Kovolick et Harry « Big Greenie » Greenberg. Au cours de cette réunion, Luciano et Lansky ont convaincu les gangsters juifs américains des avantages de coopérer avec la mafia italo-américaine au sein d'un consortium nouvellement créé, baptisé « National Crime Syndicate » (Syndicat national du crime) par la presse. À l'issue de la réunion, « Bugsy » Siegel aurait déclaré : « Les yids et les dagos ne se battront plus entre eux.»
Les gangsters juifs hostiles à l'idée de coopérer avec leurs rivaux non juifs se sont progressivement retirés, notamment le bootlegger de Philadelphie Waxey Gordon, qui a été condamné et emprisonné pour évasion fiscale sur la base de preuves fournies au procureur américain Thomas E. Dewey par Lansky. Après l'emprisonnement de Gordon, ses activités ont été reprises par Nig Rosen et Max « Boo Hoo » Hoff. Pendant la prohibition, Moe Dalitz a fondé le Cleveland Syndicate avec ses collègues gangsters juifs Louis Rothkopf, Maurice Klein, Sam Tucker, Charles Polizzi et le gangster irlandais Blackjack McGinty. Charles Polizzi est né sous le nom de Leo Berkowitz de parents biologiques juifs qui sont morts lorsqu'il était encore bébé. Charles a été adopté par la famille Polizzi, et son frère adoptif, Alfred Polizzi, était le chef du gang italien connu sous le nom de Mayfield Road Mob. Le syndicat était fortement impliqué dans la contrebande d'alcool sur le lac Érié et a développé ce qui est devenu connu sous le nom de Little Jewish Navy. Le syndicat exploitait des casinos à Youngstown, dans le nord du Kentucky et en Floride. Il a participé à la conférence d'Atlantic City en tant que représentant de Cleveland. Le syndicat gérait de nombreux casinos à Newport, dans le Kentucky, notamment le Flamingo Hotel & Casino original (ouvert en 1946) et le Tropicana. Le règne du Syndicat, dans le nord du Kentucky, prit fin à la suite d'une tentative ratée visant à discréditer George Ratterman, candidat au poste de shérif, et d'une répression fédérale sous l'administration Kennedy.
Les membres du syndicat de Cleveland ont été parmi les premiers investisseurs du Desert Inn, à Las Vegas, et en sont restés propriétaires jusqu'à son rachat par Howard Hughes. Ses membres ont investi dans des hippodromes, notamment River Downs, Fair Grounds Race Course, Thistledown Racecourse, Fairmount Park Racetrack, Aurora Downs et Agua Caliente Racetrack.
Sous la direction de Lansky, les gangsters juifs se sont impliqués dans les activités de jeu du syndicat à Cuba, Miami et Las Vegas. Buchalter dirigeait également Murder, Inc., une organisation majoritairement juive, en tant que tueur à gages exclusif du syndicat Luciano-Meyer.

### Après la seconde guerre mondiale
Après la Seconde Guerre mondiale, les figures dominantes du crime organisé étaient généralement des Italo-Américains et des Juifs-Américains de deuxième génération. Jusqu'à la fin des années 1960, la présence juive dans le crime organisé était encore reconnue comme significative. Comme l'expliquait Jack Dragna, un gangster de Los Angeles, à Jimmy Fratianno, tueur à gages devenu informateur du gouvernement : "Meyer a une famille juive construite sur le même modèle que la nôtre. Mais sa famille est répartie dans tout le pays. Il a des gars comme Lou Rhody et Dalitz, Doc Stacher, Gus Greenbaum, des types rusés, de bons hommes d'affaires, et ils savent qu'il vaut mieux ne pas essayer de nous baiser". Les gangsters juifs, tels que Meyer Lansky et Mickey Cohen, basé à Los Angeles, ainsi que Harold « Hooky » Rothman, continuaient d'exercer un pouvoir important et de contrôler les groupes criminels organisés à New York, dans le New Jersey, à Chicago, à Los Angeles, à Miami et à Las Vegas, tandis que la présence juive américaine restait forte dans les rackets criminels italo-américains. Shondor Birns était un chef mafieux juif de Cleveland qui contrôlait les jeux de hasard, la prostitution, le vol et les rackets liés aux jeux d'argent. Birns est resté actif jusqu'en 1975, date à laquelle il a été assassiné par le gangster irlandais Danny Greene. Le crime organisé juif américain trouve son origine dans le déracinement et la pauvreté, où la langue et les coutumes rendaient la communauté vulnérable aux indésirables, ce qui, selon certains, favorise la criminalité parmi toute autre ethnie se trouvant dans une situation similaire. À mesure que les Juifs américains amélioraient leurs conditions de vie, les voyous et racketteurs juifs ont soit disparu, soit fusionné dans un milieu criminel américain plus assimilé. Les Juifs américains ont discrètement enterré le souvenir public de leur passé gangster ; contrairement à la mafia, les célèbres gangsters juifs américains tels que Meyer Lansky, Dutch Schultz et Bugsy Siegel n'ont fondé aucune famille criminelle. Tout comme les Irlandais-Américains et d'autres ethnies (à l'exception des organisations criminelles italo-américaines), la présence des Juifs-Américains dans le crime organisé a commencé à décliner après la Seconde Guerre mondiale. Les Juifs américains restent étroitement associés au crime organisé, en particulier au crime organisé italo-américain et israélien, mais les organisations criminelles et les gangs juifs américains qui rivalisaient autrefois avec les mafieux italiens et irlandais américains pendant la première moitié du XXe siècle ont largement disparu.

### De la fin du XXe siècle à nos jours
Ces dernières années, le crime organisé juif américain a refait surface sous la forme de groupes criminels mafieux orthodoxes juifs, israéliens et juifs russes. Bon nombre des gangsters russes actifs à New York, en particulier à Brighton Beach, sont en réalité des Juifs soviétiques, notamment Marat Balagula, Boris Nayfeld et Evsei Agron. Des années 1990 jusqu'en 2013, les membres d'un gang new-yorkais spécialisé dans le divorce coercitif ont kidnappé et torturé des hommes juifs orthodoxes dont le mariage était en difficulté afin de les forcer à accorder le divorce religieux à leurs épouses, allant parfois jusqu'à leur extorquer de l'argent. Décrite par les procureurs comme un « syndicat criminel » « semblable aux Bloods, aux Crips ou à la mafia », cette organisation, qui facturait jusqu'à 100 000 dollars pour ses « services », a été démantelée à la suite d'une opération d'infiltration orchestrée par le FBI. Alors que certains ont tenté d'établir une distinction entre les actions de « l'opération bien organisée » décrite par les procureurs et les affaires traditionnelles d'enlèvement portées devant les juges et impliquant des meurtres, des actes terroristes ou des enlèvements d'enfants, la juge Freda Wolfson a déclaré qu'elle ne voyait aucune différence.

## Origines et caractéristiques
C'est le titre d'un livre de l'auteur américain Rich Cohen, qui y traite du Milieu juif new-yorkais des années 1920-1930. D'autres auteurs américains parlent de Kosher Nostra, bien que ses membres soient presque tous dénués de croyances et pratiques religieuses. Contrairement à la mafia italienne, la Yiddish Connection n'est pas une organisation caractérisée par des rituels et une hiérarchie centralisée, mais une association informelle de criminels liés par une même origine (communauté ou quartier) et des liens personnels.
Les gangsters juifs américains étaient impliqués dans de nombreuses activités criminelles, notamment le meurtre, le racket, la contrebande d'alcool, la prostitution et le trafic de stupéfiants. Ils jouaient également un rôle important dans le mouvement syndical en plein essor à New York, en particulier dans les syndicats de l'habillement et du transport routier, ainsi que dans l'industrie avicole. Le crime organisé juif a alimenté l'antisémitisme et profondément inquiété la communauté juive. Le crime organisé juif a été utilisé par les antisémites et les partisans de l'anti-immigration comme argument pour soutenir leur programme. Les gangs juifs contrôlaient certaines parties du Lower East Side et de Brownsville à New York, et étaient également présents dans d'autres grandes villes américaines. Le parrain de la mafia juive américaine Kid Cann a régné sur Minneapolis pendant plus de quatre décennies et reste le gangster le plus notoire de l'histoire du Minnesota.
Le crime organisé juif américain reflétait la succession ethnique parmi les gangsters, qui avait tendance à suivre les vagues d'immigration aux États-Unis : anglaise, allemande, irlandaise, juive, italienne, asiatique et latino-américaine. L'implication ethnique dans le crime organisé a donné lieu à des théories du complot étranger au sein des forces de l'ordre américaines, dans lesquelles la conception du crime organisé comme une entité étrangère et unie était essentielle. L'implication d'un petit pourcentage d'immigrants récents dans le crime organisé a créé un stéréotype durable selon lequel les immigrants malhonnêtes corrompaient la moralité des Américains de souche. Le crime organisé était un ensemble complexe de relations entre les criminels juifs et italiens récemment arrivés et des groupes tels que les réseaux criminels organisés irlandais-américains, qui avaient été créés avant les années 1920 et auxquels les nouveaux groupes étaient parfois subordonnés.
Bien qu'ils n'aient jamais bénéficié d'une attention culturelle comparable à celle accordée à la mafia italo-américaine, les gangsters juifs américains ont commencé à apparaître dans la littérature juive américaine à partir de la fin des années 1960. Pour certains écrivains, les gangsters et boxeurs juifs de l'après-guerre étaient considérés comme des modèles littéraires plus durs et plus agressifs, libérant la communauté du stigmate de l'impuissance et de la vulnérabilité, par opposition à l'agressivité physique et à l'anarchie davantage associées aux immigrants irlandais et italiens. Selon Rich Cohen, auteur de Tough Jews: Fathers, Sons and Gangster Dreams : « Si les gangsters juifs prospéraient encore aujourd'hui, s'ils n'étaient pas devenus honnêtes, si les Juifs de ma génération ne les considéraient pas comme des créatures imaginaires, au même titre que le Big Foot et le monstre du Loch Ness, je pense que la communauté juive se porterait mieux ». Cependant, la description que fait Cohen des gangsters juifs ignore leur criminalité et leur immoralité. Ces personnages coriaces étaient toujours des gangsters qui extorquaient, exploitaient et assassinaient d'autres membres de la communauté juive américaine à des fins lucratives. Ils forçaient les femmes juives à se prostituer et étaient généralement considérés comme un fléau au sein de leur propre communauté. La presse et la littérature yiddish des années 1920 et 1930 condamnaient sans réserve les gangsters juifs.
L'apogée de la Yiddish Connection se situe dans les années 1930, par la suite, elle se dilua dans la Mafia américaine. Son association avec des membres de la mafia sicilienne de New York donna naissance au Syndicat du crime à l'issue de la guerre des Castellammarese en 1931. Lucky Luciano et Meyer Lansky furent les deux artisans de cette association.

## Liste des membres de la Yiddish Connection
Ses principaux membres étaient Monk Eastman, Arnold Rothstein, Meyer Lansky, Bugsy Siegel, Lepke Buchalter, Gurrah Shapiro, Abner Zwillman, Moe Dalitz, Waxey Gordon, Abe Reles, Harry Maione, Martin Goldstein, Frank Abbandando, Dutch Schultz, Mickey Cohen, Harry Strauss, Albert Tannenbaum, Charles Workman, Emanuel Weiss, Isadore Blumenfeld, Seymour Magoon et Sholem Bernstein.